# Ptychodes punctatus
Ptychodes punctatus är en skalbaggsart som beskrevs av Dillon 1941. Ptychodes punctatus ingår i släktet Ptychodes och familjen långhorningar. Inga underarter finns listade i Catalogue of Life.